# Otto de Freising

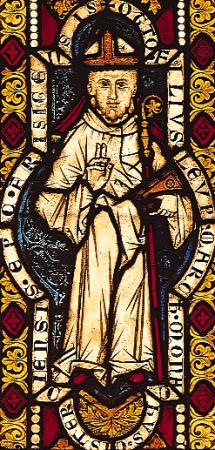
Otto de Freising (vitraliu din Mănăstirea Heiligenkreuz, Austria)

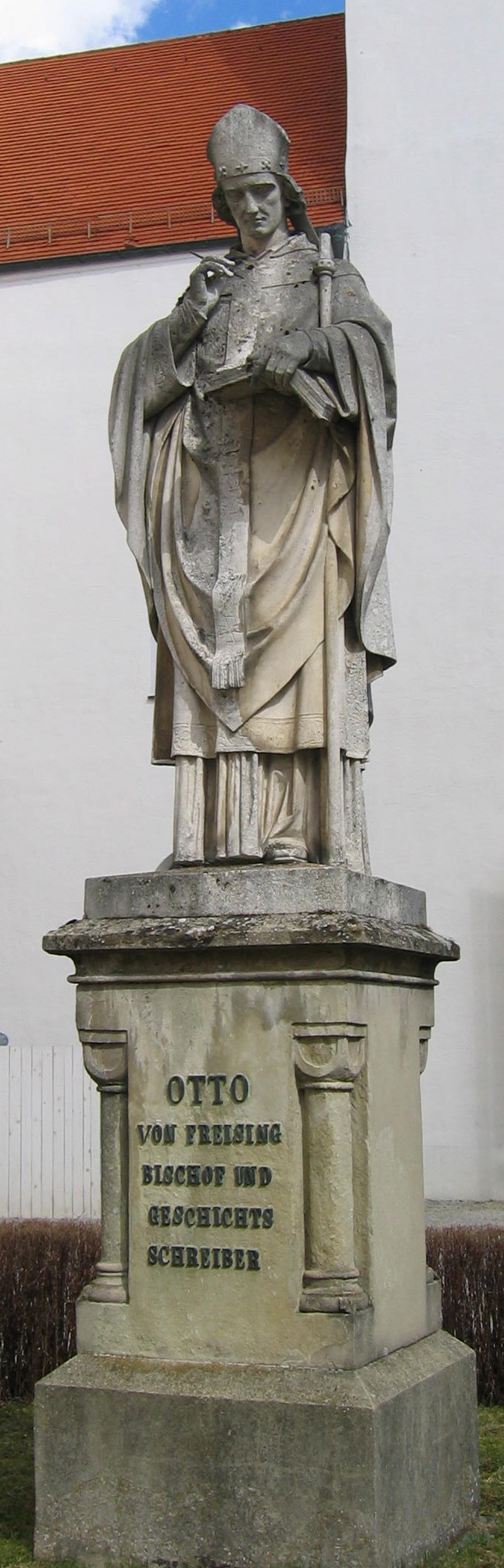
Statuia episcopului Otto de Freising (Freising)

Otto de Freising (în latină Otto Frisingensis; n.c. 1112, Klosterneuburg – d. 22 septembrie 1158), aparținând Casei de Babenberg, a fost episcop și cronicar german, călugăr al Ordinului cistercian.

## Viața
Otto a fost al cincilea fiu al margrafului Austriei Leopold al III-lea de Babenberg și al soției sale, Agnes de Waiblingen, fiica împăratului Henric al IV-lea. Printre frații săi s-au numărat Leopold al IV-lea, ducele Bavariei, Henric al II-lea, ducele Austriei și Conrad al II-lea, arhiepiscopul de Salzburg. Frații săi vitregi rezultați din prima căsătorie a mamei sale cu Frederic I al Suabiei, au fost regele Conrad al III-lea și ducele Frederic al II-lea al Suabiei, tatăl împăratului Frederic Barbarossa.
Prima educație a primit-o la Mănăstirea Klosterneuburg, pe care tatăl său o fondase în 1114. În 1126 a fost numit prepozit al mănăstirii Klosterneuburg. În același an sau în anul următor Otto a început să studieze în Franța, în special la Paris care devenise centrul unui nou tip de scolastică aflată în contrast cu monahismul obișnuit. Otto a petrecut acolo șase ani deprinzând un interes special pentru filosofie. Se spune că ar fi fost printre primii occidentali preocupați de filosofia lui Aristotel.
În 1132 a intrat în Ordinul cistercian împreună cu alți 15 colegi ai săi, studenți, dintre care unii erau nobili germani, devenind novice la mănăstirea Morimond din Champagne. Șase ani mai târziu, în 1138, la vârsta de 26 de ani a fost ales stareț, iar a doua zi a primit de la regele Conrad al III-lea numirea ca episcop de Freising. Începând de atunci Otto s-a străduit să reformeze viața ecleziastică în dieceza sa și în mănăstirile acesteia, dintre care trei au format un nou ordin și anume mănăstirile din: Schäftlarn (aparținând Ordinului premonstratens), Schlehdorf (aparținând Ordinului augustinilor) și San Candido (aparținând Ordinului benedictin). El a eliberat Catedrala din Freising de sub opresiunea laică și a reușit să crescă importanța școlii catedralei. De asemenea, Otto a reînființat mănăstirile Schliersee și Neustift de lângă Freising, deși acestea nu erau mănăstiri cisterciene.
În 1133 Otto de Freising l-a convins pe tatăl său să întemeieze abația de la Heiligenkreuz. El a introdus în zona Vienei actuale atât studiile literare, cât și viticultura. 
Dieceza de Freising și mare parte din Bavaria Superioară, făceau obiectul disputei dintre familia Welfilor și familia Hohenstaufen. În timpul Controversei pentru învestitură Otto a intrat în conflict cu familia de Wittelsbach însă datorită legăturii sale de rudenie cu împăratul el a reușit să medieze cu succes disputele dintre familiile Hohenstaufen , Babenberg și Welf. 
La chemarea lui Bernard de Clairvaux, Otto a luat parte activă la Cruciada a doua ca principe imperial ecleziastic. Trupele cruciate comandate de Otto au fost decimate aproape în întregime, însă el a reușit să ajungă la Ierusalim, după care s-a întors în Bavaria în 1148 sau 1149.
Din ordinul lui Conrad al III-lea, Otto a jucat și un rol diplomatic: el a întreprins trei călătorii la Roma și în timpul împăratului Frederic Barbarossa a fost implicat în soluționarea disputei cu papa Adrian al IV-lea. 
În 1157 Frederic Barbarossa i-a dat lui Otto sarcina oficială de a consemna faptele sale într-o lucrare: Gesta Friderici Imperatoris. În același an a fost prezent la dieta de la Besançon. Otto nu și-a mai putut finaliza munca. El a murit pe 22 septembrie 1158 în drum spre capitulul general de la Cîteaux. Otto a fost înmormântat inițial în biserica mănăstirii Morimond. Până în secolul al XVII-lea mormântul său s-a aflat deasupra solului, fiind vizibil în fața altarului principal.
În 1857 o statuie a sa a fost ridicată în Freising.

## Opera
În istoria filosofiei Otto de Freising este considerat unul dintre primii care l-au făcut cunoscut pe Aristotel în imperiul romano-german. Doar fragmente din opera sa literară au supraviețuit. Scrierile sale filosofice și corespondența s-au pierdut. Ca membru al Ordinului cistercian, Otto a fost foarte strâns legat de idealurile religioase și de lumea spirituală a epocii sale. Lucrările sale privind istoriografia timpurie sunt remarcabile. Înrudirea sa cu familia imperială i-a oferit o perspectivă specială asupra istoriei și politicii accesibilă doar pentru puțini dintre contemporanii săi. Astfel, Otto este considerat unul dintre cei mai mari istorici ai Evului Mediu.

### Chronica sive Historia de duabus civitatibus
Prima sa lucrare, Chronica sive Historia de duabus civitatibus („Povestea celor două state”), având ca model lucrarea De civitate Dei a lui Augustin de Hipona, este o istorie a lumii în opt cărți. În ultima din ele Otto dezvăluie viziunea sa asupra Judecății de Apoi. El a scris această lucrare între 1132 și 1146 revizuind-o în 1157 - un an înainte de moartea sa.
Scrierea pornește de la contrastul dintre Ierusalim și Babel, considerate ca fiind regatul ceresc, respectiv regatul pământesc și include multe informații prețioase pentru istoria acelor vremuri. 
Lucrarea a devenit punctul culminant al istoriografiei Evului Mediu fiind dedicată reformulării ideilor augustiniene și platonice, în special a celor privind teoria celor două regate. În centru se află imperiile lumii, care migrează de la Est la Vest găsindu-și forma finală în „Imperiul Roman” până la sfârșitul lumii. Biserica lui Cristos (Ecclesia Christi) se contopește în mod decisiv cu Imperiul Roman (Imperium Romanum) și devine astfel cetatea lui Dumnezeu (Civitas Dei) - armonia perfectă a puterii spirituale și temporale care, spre deosebire de cea a Sfântului Augustin, experimentează o concretizare pe Pământ. Prin aceasta semnificația lucrării constă în dimensiunea ei istorico-teologică, care extinde învățătura Sfântului Augustin despre cele două regate/state (civitates). Un ciclu de imagini conceput în secolul al XII-lea a supraviețuit în două copii timpurii ale textului.

### Gesta Friderici Imperatoris
În jurul anului 1156 Otto a început lucrarea Gesta Friderici Imperatoris („Faptele împăratului Frederic”).  Otto a scris primele două volume sub impresia domniei pline de speranță a împăratului. Primul volum tratează perioada de la Henric al IV-lea (bunicul pe linie maternă al autorului) până la moartea regelui Conrad al III-lea în 1152, interpretată ca un timp pregătitor al viitoarei puteri imperiale sub Frederic Barbarossa. Ce de-al doilea volum cuprinde istoria lui Barbarossa din 1152 până în 1158, folosind parțial texte provenind din documentele imperiale. Otto a reușit să termine doar aceste două volume. Chiar înainte de moartea sa în 1158, urmând-și înțelept presimțirea, l-a însărcinat pe elevul său Ragewin să-i finalizeze lucrarea. Acesta a scris următoarele două volume. Există totuși și opinia atribuirii întregii scrieri lui Otto de Freising. 
Această lucrare nu s-a limitat la chestiunile ce țin de istoria imperiului romano-german, dat fiind că Otto de Freising a făcut pe parcurs mai multe digresiuni, ca de exemplu cea referitoare la cruciada întreprinsă de Bernard de Clairvaux, la zelul acestuia împotriva ereticilor sau la condamnarea scrierilor filosofului Pierre Abélard ori discursurile de factură filosofică și teologică. Latina lui Otto de Freising este apreciată ca fiind excelentă și, în pofida unei anumite subiectivități privind dinastia de Hohenstaufen și a unor inexactități minore, lucrarea a fost considerată un model de compoziție istorică.
În ceea ce privește filosofia istorică, lucrarea este mai puțin adâncă în gândire însă transmite caracteristici extrem de vii ale personalităților semnificative din istoria bisericii (de exemplu Pierre Abelard și Arnold din Brescia). În ce privește formulările subiective legate de Frederic Barbarossa, s-ar putea spune că reprezentarea dinastiei Staufer are un scop care – în termeni moderni spus – ar putea fi numit propagandistic. Otto era preocupat să prezinte familia de Hohenstaufen (Staufen) ca fiind predestinată să împlinească voința divină.

## Concluzii
În ordinul cistercian Otto a fost mult timp onorat ca un binecuvântat. În Arhiepiscopia Vienei și în Arhiepiscopia München-Freising, ziua sa comemorativă este 7 septembrie începând din 1973. Statuia sa se află în Catedrala Freising.
O raclă care conține oseminte presupuse a fi ale lui Otto, se află sub altarul mare din biserica Mănăstirii Heiligenkreuz din Pădurea vieneză. În 1995 pe locul fostei Mănăstiri Morimond, a fost ridicat un monument în memoria sa.
În mod remarcabil Otto de Freising se bucură de o mai mare venerație în rândul istoricilor și germaniștilor decât în rândul credincioșilor catolici din patria sa. În acest context, o placă comemorativă i-a fost dedicată în templul Walhalla lângă Regensburg.